# 沢村栄治賞
沢村栄治賞（さわむらえいじしょう）は、その年の日本プロ野球で最も活躍した完投型先発投手を対象として贈られる特別賞の一つ。通称「沢村賞」。
読売新聞社は正式名称について創設当初から現在まで一貫して沢村賞としている。一方でNPBの表彰名としては公式に沢村栄治賞としている。1989年以降はNPB全体を対象とした公式の表彰に準ずる特別賞である。受賞者には金杯と副賞として賞金300万円が贈られる。

## 概要
1947年、読売新聞社が戦前のプロ野球黎明期において豪速球投手として名を馳せた沢村栄治の栄誉と功績を称えて制定された。1956年にMLBで創設されたサイ・ヤング賞よりも歴史は古い。また、サイ・ヤング賞は全ての投手が選考対象であるが、沢村賞はその年に活躍した完投型先発投手のみが選考対象である。
1950年からは2リーグ分裂に伴い、対象を読売新聞社がオーナーを務める読売ジャイアンツが所属するセ・リーグのみとした。
1981年までは読売新聞社が選考を東京運動記者クラブ部長会に委嘱していたが、同年の西本聖の受賞を巡る経緯が物議を醸したことから翌1982年5月14日に同会は沢村賞選考を辞退し、同年からNPBの元先発投手のOBを中心とした選考委員会方式に改められ、7項目の選考基準が設けられた。
1989年からパ・リーグにも選考対象が拡大。
現在は沢村賞選考委員会（先述）の審議により、7項目の選考基準や補足項目を元に毎年12球団の中から原則1名が選出される。ただし、最終的な判断は選考委員に委ねられており、選考基準項目や補足項目はあくまで参考に過ぎず、項目外の完封や、選考委員の印象に残った先発投手としての記録達成なども加味される場合がある。基本は話し合いで決められるが、それでも決まらない場合は多数決とする。ただ、稀なケースでは1名に絞り切れず2名選出したこともあった（1966年・2003年）ほか、「該当者なし」として選出しないこともある。なお、選考委員は原則5名である。

## 選考基準
選考基準は以下の7項目だが、必ずしも7項目全てクリアしなければならないという規定はない。
- 登板試合数 - 25試合以上
- 完投試合数 - 10試合以上
- 勝利数 - 15勝以上
- 勝率 - 6割以上
- 投球回数 - 200イニング以上
- 奪三振 - 150個以上
- 防御率 - 2.50以下
  - 補足項目として「先発で登板した全試合に占める、投球回数7回で自責点3点以内」というQSに似た独自の基準を選考に含めることになった（2018年から）。

なお1981年までの読売新聞社が東京運動記者クラブ部長会に委嘱した選考会の選考基準としては「20勝以上、勝ちと負けの差が10以上、防御率2点台以下、奪三振率、優勝への貢献度」などが挙げられていた。

### クオリティ・スタートの導入
近年は投手の分業化が進んで完投試合数が減ってきており、これらの状況を踏まえて、選考委員からも完投試合数について、選考基準の見直しを示唆する声も出てきていた
。また、200投球回達成者がいないシーズンも近年は増えており、これらに対応するために2018年から新たに「沢村賞の基準で定めたクオリティ・スタート（QS）の達成率を含む」が補則項目として加えられた。QSの基準は「先発で登板した全試合に占める、投球回数7回で自責点3点以内」という独自のものとなっている。
2024年に該当者なしになった際に選考委員長の堀内恒夫は「沢村賞はあくまで先発完投型投手に贈られるものであり、最優秀投手賞ではない。」と述べている。

## 歴代沢村賞受賞者
- は選考基準を満たしていない項目（1982年以降のみ）。

| 年度 | 受賞者         | 所属         | 登板       | 完投       | 勝利       | 勝率       | 投球回     | 奪三振     | 防御率     | 選考委員                                                            |
| ---- | -------------- | ------------ | ---------- | ---------- | ---------- | ---------- | ---------- | ---------- | ---------- | ------------------------------------------------------------------- |
| 1947 | 別所昭(1)      | 南海         | 55         | 47         | 30         | .612       | 448.1      | 191        | 1.86       | 1947年～1981年までは 東京運動記者クラブ部長会に委嘱した選考会が選考 |
| 1948 | 中尾碩志       | 巨人         | 47         | 25         | 27         | .692       | 343        | 187        | 1.84       |                                                                     |
| 1949 | 藤本英雄       | 巨人         | 39         | 29         | 24         | .774       | 288        | 137        | 1.94       |                                                                     |
| 1950 | 真田重男       | 松竹         | 61         | 28         | 39         | .765       | 395.2      | 191        | 3.05       |                                                                     |
| 1951 | 杉下茂(1)      | 名古屋       | 58         | 15         | 28         | .683       | 290.1      | 147        | 2.35       |                                                                     |
| 1952 | 杉下茂(2)      | 名古屋       | 61         | 25         | 32         | .696       | 355.2      | 160        | 2.33       |                                                                     |
| 1953 | 大友工         | 巨人         | 43         | 22         | 27         | .818       | 281.1      | 173        | 1.85       |                                                                     |
| 1954 | 杉下茂(3)      | 中日         | 63         | 27         | 32         | .727       | 395.1      | 273        | 1.39       |                                                                     |
| 1955 | 別所毅彦(2)    | 巨人         | 50         | 17         | 23         | .742       | 312        | 152        | 1.33       |                                                                     |
| 1956 | 金田正一(1)    | 国鉄         | 68         | 24         | 25         | .556       | 367.1      | 316        | 1.74       |                                                                     |
| 1957 | 金田正一(2)    | 国鉄         | 61         | 25         | 28         | .636       | 353        | 306        | 1.63       |                                                                     |
| 1958 | 金田正一(3)    | 国鉄         | 56         | 22         | 31         | .689       | 332.1      | 311        | 1.30       |                                                                     |
| 1959 | 村山実(1)      | 大阪         | 54         | 19         | 18         | .643       | 295.1      | 294        | 1.19       |                                                                     |
| 1960 | 堀本律雄       | 巨人         | 69         | 26         | 29         | .617       | 364.2      | 210        | 2.00       |                                                                     |
| 1961 | 権藤博         | 中日         | 69         | 32         | 35         | .648       | 429.1      | 310        | 1.70       |                                                                     |
| 1962 | 小山正明       | 阪神         | 47         | 26         | 27         | .711       | 352.2      | 270        | 1.66       |                                                                     |
| 1963 | 伊藤芳明       | 巨人         | 39         | 18         | 19         | .704       | 236.1      | 166        | 1.90       |                                                                     |
| 1964 | G.バッキー     | 阪神         | 46         | 24         | 29         | .763       | 353.1      | 200        | 1.89       |                                                                     |
| 1965 | 村山実(2)      | 阪神         | 39         | 26         | 25         | .658       | 307.2      | 205        | 1.96       |                                                                     |
| 1966 | 村山実(3)      | 阪神         | 38         | 24         | 24         | .727       | 290.1      | 207        | 1.55       |                                                                     |
| 1966 | 堀内恒夫(1)    | 巨人         | 33         | 14         | 16         | .889       | 181        | 117        | 1.39       |                                                                     |
| 1967 | 小川健太郎     | 中日         | 55         | 16         | 29         | .707       | 279.2      | 178        | 2.51       |                                                                     |
| 1968 | 江夏豊         | 阪神         | 49         | 26         | 25         | .676       | 329        | 401        | 2.13       |                                                                     |
| 1969 | 高橋一三(1)    | 巨人         | 45         | 19         | 22         | .815       | 256        | 221        | 2.21       |                                                                     |
| 1970 | 平松政次       | 大洋         | 51         | 23         | 25         | .568       | 332.2      | 182        | 1.95       |                                                                     |
| 1971 | 該当者なし     | 該当者なし   | 該当者なし | 該当者なし | 該当者なし | 該当者なし | 該当者なし | 該当者なし | 該当者なし |                                                                     |
| 1972 | 堀内恒夫(2)    | 巨人         | 48         | 26         | 26         | .743       | 312        | 203        | 2.91       |                                                                     |
| 1973 | 高橋一三(2)    | 巨人         | 45         | 24         | 23         | .639       | 306.1      | 238        | 2.21       |                                                                     |
| 1974 | 星野仙一       | 中日         | 49         | 7          | 15         | .625       | 188        | 137        | 2.87       |                                                                     |
| 1975 | 外木場義郎     | 広島         | 41         | 17         | 20         | .606       | 287        | 193        | 2.95       |                                                                     |
| 1976 | 池谷公二郎     | 広島         | 51         | 18         | 20         | .571       | 290.1      | 207        | 3.26       |                                                                     |
| 1977 | 小林繁(1)      | 巨人         | 42         | 11         | 18         | .692       | 216.1      | 155        | 2.92       |                                                                     |
| 1978 | 松岡弘         | ヤクルト     | 43         | 11         | 16         | .593       | 199.1      | 119        | 3.75       |                                                                     |
| 1979 | 小林繁(2)      | 阪神         | 37         | 17         | 22         | .710       | 273.2      | 200        | 2.89       |                                                                     |
| 1980 | 該当者なし     | 該当者なし   | 該当者なし | 該当者なし | 該当者なし | 該当者なし | 該当者なし | 該当者なし | 該当者なし |                                                                     |
| 1981 | 西本聖         | 巨人         | 34         | 14         | 18         | .600       | 257.2      | 126        | 2.58       |                                                                     |
| 1982 | 北別府学(1)    | 広島         | 36         | 19         | 20         | .714       | 267.1      | 184        | 2.43       | 別所、杉下、金田、堀本、村山                                        |
| 1983 | 遠藤一彦       | 大洋         | 36         | 16         | 18         | .667       | 238.1      | 186        | 2.87       | 別所、杉下、金田、堀本、村山                                        |
| 1984 | 該当者なし     | 該当者なし   | 該当者なし | 該当者なし | 該当者なし | 該当者なし | 該当者なし | 該当者なし | 該当者なし | 別所、杉下、金田、堀本、村山                                        |
| 1985 | 小松辰雄       | 中日         | 33         | 14         | 17         | .680       | 210.1      | 172        | 2.65       | 別所、杉下、金田、堀本、村山                                        |
| 1986 | 北別府学(2)    | 広島         | 30         | 17         | 18         | .818       | 230        | 123        | 2.43       | 別所、杉下、金田、堀本、村山                                        |
| 1987 | 桑田真澄       | 巨人         | 28         | 14         | 15         | .714       | 207.2      | 151        | 2.17       | 別所、杉下、金田、堀本、村山★                                       |
| 1988 | 大野豊         | 広島         | 24         | 14         | 13         | .650       | 185        | 183        | 1.70       | 別所、杉下、金田★、堀本、小山                                       |
| 1989 | 斎藤雅樹(1)    | 巨人         | 30         | 21         | 20         | .741       | 245        | 182        | 1.62       | 別所、杉下、金田、堀本、小山、稲尾、米田                            |
| 1990 | 野茂英雄       | 近鉄         | 29         | 21         | 18         | .692       | 235        | 287        | 2.91       | 別所、杉下、堀本、稲尾、米田                                        |
| 1991 | 佐々岡真司     | 広島         | 33         | 13         | 17         | .654       | 240        | 213        | 2.44       | 別所、杉下、稲尾、米田、堀内                                        |
| 1992 | 石井丈裕       | 西武         | 27         | 8          | 15         | .833       | 148.1      | 123        | 1.94       | 別所、杉下、稲尾、堀内★、山田                                       |
| 1993 | 今中慎二       | 中日         | 31         | 14         | 17         | .708       | 249        | 247        | 2.20       | 別所、杉下、稲尾、山田、平松                                        |
| 1994 | 山本昌広       | 中日         | 29         | 14         | 19         | .704       | 214        | 148        | 3.49       | 別所、稲尾、土橋、平松★、星野                                       |
| 1995 | 斎藤雅樹(2)    | 巨人         | 28         | 16         | 18         | .643       | 213        | 187        | 2.70       | 別所、稲尾、土橋、平松、星野                                        |
| 1996 | 斎藤雅樹(3)    | 巨人         | 25         | 8          | 16         | .800       | 187        | 158        | 2.36       | 別所、稲尾、土橋、平松、藤田                                        |
| 1997 | 西口文也       | 西武         | 32         | 10         | 15         | .750       | 207.2      | 192        | 3.12       | 別所、稲尾、土橋、平松、藤田                                        |
| 1998 | 川崎憲次郎     | ヤクルト     | 29         | 9          | 17         | .630       | 204.1      | 94         | 3.04       | 別所、稲尾、土橋、平松★、藤田                                       |
| 1999 | 上原浩治(1)    | 巨人         | 25         | 12         | 20         | .833       | 197.2      | 179        | 2.09       | 藤田★、稲尾、土橋、平松、堀内                                       |
| 2000 | 該当者なし     | 該当者なし   | 該当者なし | 該当者なし | 該当者なし | 該当者なし | 該当者なし | 該当者なし | 該当者なし | 藤田、稲尾、土橋、平松、堀内                                        |
| 2001 | 松坂大輔       | 西武         | 33         | 12         | 15         | .500       | 240.1      | 214        | 3.60       | 藤田、稲尾、土橋、平松、堀内                                        |
| 2002 | 上原浩治(2)    | 巨人         | 26         | 8          | 17         | .773       | 204        | 182        | 2.60       | 藤田、稲尾、土橋、平松、堀内                                        |
| 2003 | 井川慶         | 阪神         | 29         | 8          | 20         | .800       | 206        | 179        | 2.80       | 藤田、稲尾、土橋、平松、堀内                                        |
| 2003 | 斉藤和巳(1)    | ダイエー     | 26         | 5          | 20         | .870       | 194        | 160        | 2.83       | 藤田、稲尾、土橋、平松、堀内                                        |
| 2004 | 川上憲伸       | 中日         | 27         | 5          | 17         | .708       | 192.1      | 176        | 3.32       | 藤田、稲尾、土橋、平松、斎藤雅                                      |
| 2005 | 杉内俊哉       | ソフトバンク | 26         | 8          | 18         | .818       | 196.2      | 218        | 2.11       | 藤田、 稲尾、土橋、平松、斎藤雅                                     |
| 2006 | 斉藤和巳(2)    | ソフトバンク | 26         | 8          | 18         | .783       | 201        | 205        | 1.75       | 稲尾、土橋、平松ほか                                                |
| 2007 | ダルビッシュ有 | 日本ハム     | 26         | 12         | 15         | .750       | 207.2      | 210        | 1.82       | 土橋、稲尾★、平松、堀内、大野豊                                     |
| 2008 | 岩隈久志       | 楽天         | 28         | 5          | 21         | .840       | 201.2      | 159        | 1.87       | 土橋、平松、堀内、大野豊、村田                                      |
| 2009 | 涌井秀章       | 西武         | 27         | 11         | 16         | .727       | 211.2      | 199        | 2.30       | 土橋、平松、堀内、大野豊、村田                                      |
| 2010 | 前田健太(1)    | 広島         | 28         | 6          | 15         | .652       | 215.2      | 174        | 2.21       | 土橋★、平松、堀内、村田、北別府                                     |
| 2011 | 田中将大(1)    | 楽天         | 27         | 14         | 19         | .792       | 226.1      | 241        | 1.27       | 土橋、平松、堀内、村田、北別府                                      |
| 2012 | 攝津正         | ソフトバンク | 27         | 3          | 17         | .773       | 193.1      | 153        | 1.91       | 土橋、平松、堀内、村田、北別府                                      |
| 2013 | 田中将大(2)    | 楽天         | 28         | 8          | 24         | 1.00       | 212        | 183        | 1.27       | 堀内★、平松、村田、北別府、工藤                                     |
| 2014 | 金子千尋       | オリックス   | 26         | 4          | 16         | .762       | 191        | 199        | 1.98       | 堀内、平松、村田、北別府★、工藤                                     |
| 2015 | 前田健太(2)    | 広島         | 29         | 5          | 15         | .652       | 206.1      | 175        | 2.09       | 堀内、平松、村田★、北別府、山田                                     |
| 2016 | K・ジョンソン  | 広島         | 26         | 3          | 15         | .682       | 180.1      | 141        | 2.15       | 堀内、平松、村田、北別府、山田                                      |
| 2017 | 菅野智之(1)    | 巨人         | 25         | 6          | 17         | .773       | 187.1      | 171        | 1.59       | 堀内、平松、村田、北別府、山田                                      |
| 2018 | 菅野智之(2)    | 巨人         | 28         | 10         | 15         | .652       | 202        | 200        | 2.14       | 堀内、平松、村田、北別府、山田                                      |
| 2019 | 該当者なし     | 該当者なし   | 該当者なし | 該当者なし | 該当者なし | 該当者なし | 該当者なし | 該当者なし | 該当者なし | 堀内、平松、村田、北別府、山田                                      |
| 2020 | 大野雄大       | 中日         | 20         | 10         | 11         | .647       | 148.2      | 148        | 1.82       | 堀内、平松、村田、北別府★、山田                                     |
| 2021 | 山本由伸(1)    | オリックス   | 26         | 6          | 18         | .783       | 193.2      | 206        | 1.39       | 堀内、平松、村田、北別府★、山田                                     |
| 2022 | 山本由伸(2)    | オリックス   | 26         | 4          | 15         | .750       | 193        | 205        | 1.68       | 堀内、平松、北別府★、山田                                           |
| 2023 | 山本由伸(3)    | オリックス   | 23         | 2          | 16         | .727       | 164        | 169        | 1.21       | 堀内、平松、山田、工藤                                              |
| 2024 | 該当者なし     | 該当者なし   | 該当者なし | 該当者なし | 該当者なし | 該当者なし | 該当者なし | 該当者なし | 該当者なし | 堀内、平松、山田、工藤、斎藤雅                                      |

## 沢村賞に関する主な記録
- 2024年シーズン終了時点で複数回受賞者は15人（その内3回受賞者は5人）いる[21]。
- 2024年シーズン終了時点で外国人の受賞者は2人[22]。
- 2024年シーズン終了時点で、千葉ロッテマリーンズのみ受賞者なしである[23]。

### 複数回受賞者
- 太字はNPB現役

| 投手     | 回数 | 年度             |
| -------- | ---- | ---------------- |
| 杉下茂   | 3    | 1951, 1952, 1954 |
| 金田正一 | 3    | 1956, 1957, 1958 |
| 村山実   | 3    | 1959, 1965, 1966 |
| 斎藤雅樹 | 3    | 1989, 1995, 1996 |
| 山本由伸 | 3    | 2021, 2022, 2023 |
| 別所毅彦 | 2    | 1947, 1955       |
| 堀内恒夫 | 2    | 1966, 1972       |
| 高橋一三 | 2    | 1969, 1973       |
| 小林繁   | 2    | 1977, 1979       |
| 北別府学 | 2    | 1982, 1986       |
| 上原浩治 | 2    | 1999, 2002       |
| 斉藤和巳 | 2    | 2003, 2006       |
| 前田健太 | 2    | 2010, 2015       |
| 田中将大 | 2    | 2011, 2013       |
| 菅野智之 | 2    | 2017, 2018       |

### チーム別受賞回数
| チーム                         | 回数 |
| ------------------------------ | ---- |
| 巨人                           | 20   |
| 中日（名古屋）                 | 11   |
| 広島                           | 9    |
| 阪神                           | 8    |
| ソフトバンク（南海・ダイエー） | 5    |
| ヤクルト（国鉄）               | 5    |
| 西武                           | 4    |
| オリックス                     | 4    |
| 楽天                           | 3    |
| DeNA（大洋）                   | 2    |
| 日本ハム                       | 1    |
| ロッテ                         | 0    |
| その他                         | 2    |
| 該当者なし                     | 6    |

### その他
全項目を満たしていながら同賞を逃したケース（選考基準が設けられた1982年以降、およびパ・リーグ球団所属投手は1989年以降）
| 年度 | 投手           | 所属       | 登板 | 完投 | 勝利 | 勝率 | 投球回 | 奪三振 | 防御率 |
| ---- | -------------- | ---------- | ---- | ---- | ---- | ---- | ------ | ------ | ------ |
| 1982 | 江川卓         | 巨人       | 31   | 24   | 19   | .613 | 263.1  | 196    | 2.36   |
| 2008 | ダルビッシュ有 | 日本ハム   | 25   | 10   | 16   | .800 | 200.2  | 208    | 1.88   |
| 2011 | ダルビッシュ有 | 日本ハム   | 28   | 10   | 18   | .750 | 232    | 276    | 1.44   |
| 2013 | 金子千尋       | オリックス | 29   | 10   | 15   | .652 | 223.1  | 200    | 2.01   |

## 1981年の記者投票について
1980年に巨人の江川卓が34登板、18完投、投球回数261回1/3、16勝、勝率.571、防御率2.48、219奪三振の成績で、最多勝利と最多奪三振を獲得するも記者投票で該当者なしにされた。
1981年、江川は31登板、20完投、投球回数240回1/3、20勝、勝率.769、防御率2.29、221奪三振の成績を残し、最多勝利、最優秀防御率、最多奪三振、最高勝率の先発投手タイトルを全て独占した。
1981年の江川・西本の投手成績
|          | 江川卓   | 西本聖   |
| -------- | -------- | -------- |
| 登板     | 31       | 34       |
| 完投     | 20       | 14       |
| 投球回数 | 240回1/3 | 257回2/3 |
| 勝利     | 20勝     | 18勝     |
| 勝率     | .769     | .600     |
| 防御率   | 2.29     | 2.58     |
| 奪三振   | 221      | 126      |

選考会議の詳細
選考は1981年10月14日、有楽町の数寄屋橋にあるリトルトーキヨーの9階中華料理屋「ろん」にて、東京運動記者クラブに加盟する44社のうち31社の運動部長が参加。恒例で先ず数名の候補者が挙げられ、その中から小松（中日）が外され最後に西本と江川が残った。その後日刊スポーツの金井清一部長が「この賞には人格的な基準はあるのか」「今年だけの成績だけが対象なのか」といった質問が飛び、進行役が「これまで人格云々を加味した例はない。あくまで今年の成績が対象」と答えるものの、このあたりから次第に西本を推す声があがり始めた。朝日新聞社・田中康彦部長の「巨人の優勝は前半戦の快進撃で決まったと言っていい。開幕投手の重責を果たし独走態勢に入った時点の成績は西本が10勝2敗、江川は7勝3敗だった。江川の勝ち星は独走後にあげたものが多い。優勝への貢献度は西本の方が上」と発言すると、デイリースポーツ社・近藤敬部長が「数字で判断するのが客観的」と反論し江川を支持した。すると田中部長は「数字だけで決めるなら公式記録員に委嘱すればよく、こうした会を開く意味は無い」とあくまで西本支持を崩さず。しかし、近藤部長も「優勝への貢献度を評価するのはMVPではないのか? 沢村賞はあくまでも投手としての力量を評価するべきだ」と反論するなど議論が伯仲した。最終的な投票結果は16票対13票、2白票で西本に決まった。
しかし、これがニュースで流れると各マスコミの電話が鳴り始め、「西本がダメだというんじゃない。むしろ西本の方が好きだが沢村賞はどう考えても江川だ」「江川は今でも大嫌いだが数字は数字として評価しなければ何を基準に決めるのかが曖昧になる。個人的な好き嫌いの感情で選ぶのは最悪」と当時はまだ多かったアンチ江川派からも結果に対する異議は多いなど、ほとんどが江川に同情的だったという。また現役選手でも日本ハムの江夏豊は「投手として最高の栄誉。数字・実力とも江川以外ありえんだろ。客観的事実を認めようとしない連中を許す事は出来ない。」、巨人の堀内恒夫も「沢村賞の権威がなくなっちゃうよ。日本シリーズの前だというのにバカなことをしてくれたものだ」と選考委員を痛烈に批判した。この世論の強い反発を受けて各新聞社の運動部長は翌年の沢村賞の選考委員を辞退する事になり、その後、同1982年からOBを中心とした沢村賞選考委員会に改められた。
2022年3月に江川は槙原寛己のYouTubeチャンネル「ミスターパーフェクト槙原」に出演し、当時を振り返って「かわいそうだったのは西本よ。『卓ちゃん、申し訳ない』って」と、当時、西本が詫びを入れにきたことを明かし「俺は、正しいのは、（投票を）2人に入れるべきだって言ってるわけよ。西本がとるなら、俺がとらないとおかしいって。その年だけ2人にしたらいいじゃん」と、沢村賞をダブル受賞すべきだったと主張した。